# Брандонвілл (Пенсільванія)
Брандонвілл (англ. Brandonville) — переписна місцевість (CDP) в США, в окрузі Скайлкілл штату Пенсільванія. Населення — 180 осіб (2020).

## Географія
Брандонвілл розташований за координатами 40°51′36″ пн. ш. 76°10′8″ зх. д. / 40.86000° пн. ш. 76.16889° зх. д. (40.860056, -76.168887).  За даними Бюро перепису населення США в 2010 році переписна місцевість мала площу 3,63 км², уся площа — суходіл.

## Демографія
Згідно з переписом 2010 року, у переписній місцевості мешкало 197 осіб у 85 домогосподарствах у складі 53 родин. Густота населення становила 54 особи/км².  Було 96 помешкань (26/км²).
Расовий склад населення:
| - 100,0 % — білих |

До двох чи більше рас належало 0,0 %. Частка іспаномовних становила 0,0 % від усіх жителів.
За віковим діапазоном населення розподілялося таким чином: 17,8 % — особи молодші 18 років, 61,9 % — особи у віці 18—64 років, 20,3 % — особи у віці 65 років та старші. Медіана віку мешканця становила 48,5 року. На 100 осіб жіночої статі у переписній місцевості припадало 105,2 чоловіків;  на 100 жінок у віці від 18 років та старших — 100,0 чоловіків також старших 18 років.
Середній дохід на одне домашнє господарство  становив 57 752 долари США (медіана — 53 333), а середній дохід на одну сім'ю — 60 756 доларів (медіана — 67 813). За межею бідності перебувало 10,5 % осіб, у тому числі 12,8 % дітей у віці до 18 років та 17,0 % осіб у віці 65 років та старших.
Цивільне працевлаштоване населення становило 102 особи. Основні галузі зайнятості: виробництво — 37,3 %, роздрібна торгівля — 13,7 %, освіта, охорона здоров'я та соціальна допомога — 13,7 %.